# Boïos
Boïos (en grec ancien Βοῖος, en latin Boeus) est un mythographe qui a servi de source à Antoninus Liberalis et à Ovide pour leurs Métamorphoses respectives, ainsi qu'à Pline l'Ancien pour son Histoire naturelle. Il a été imité par Æmilius Macer dans son Ornithogonie.
Selon le philologue Georg Knaack, Boïos est le pseudonyme d'un poète de l'époque hellénistique qui aurait usurpé le nom de Boio, prêtresse de Delphes, mentionnée par Philochore (préservé par Athénée de Naucratis, IX, 393e).